# Dante-Grabmal

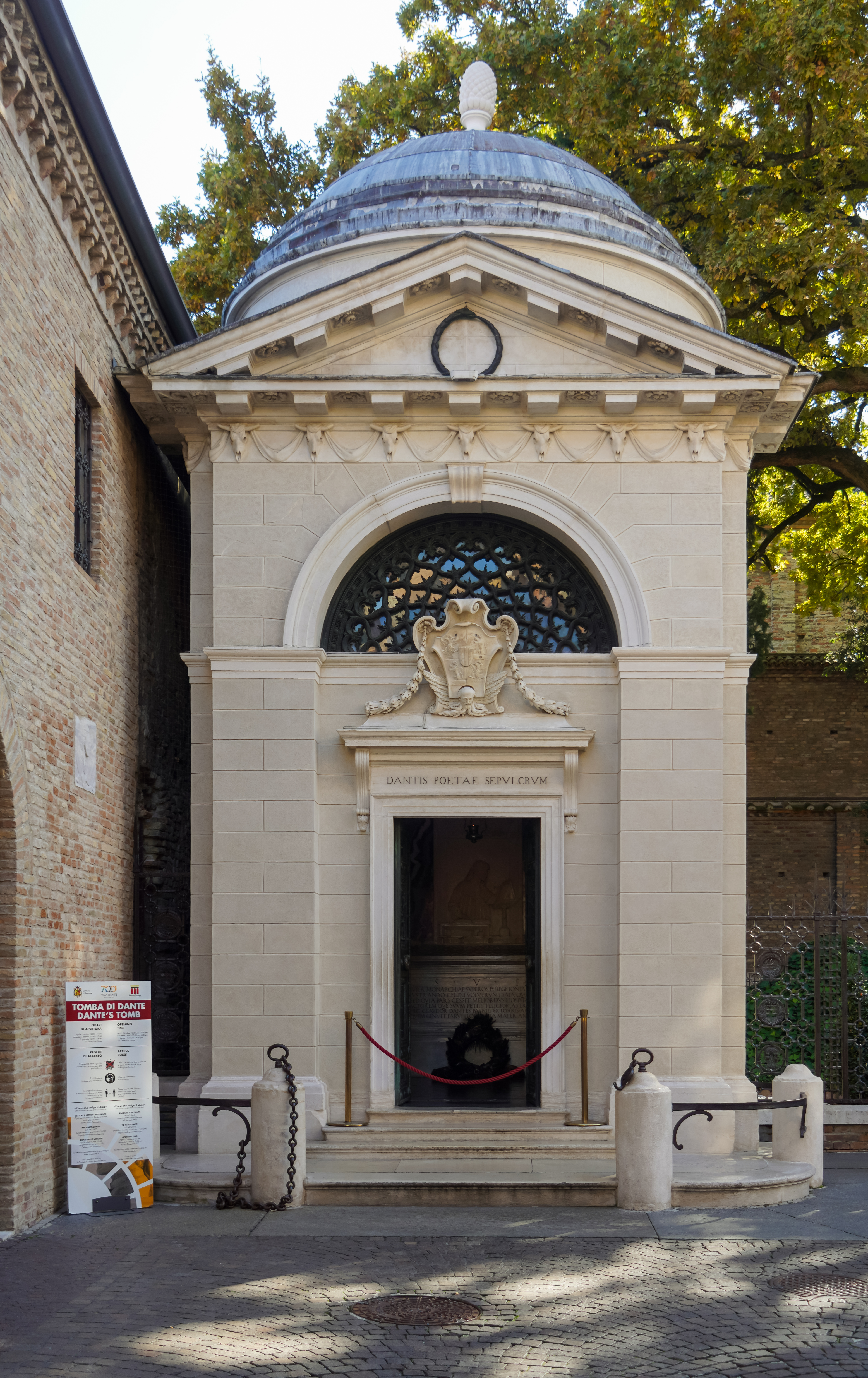
Dante-Grabmal in Ravenna.

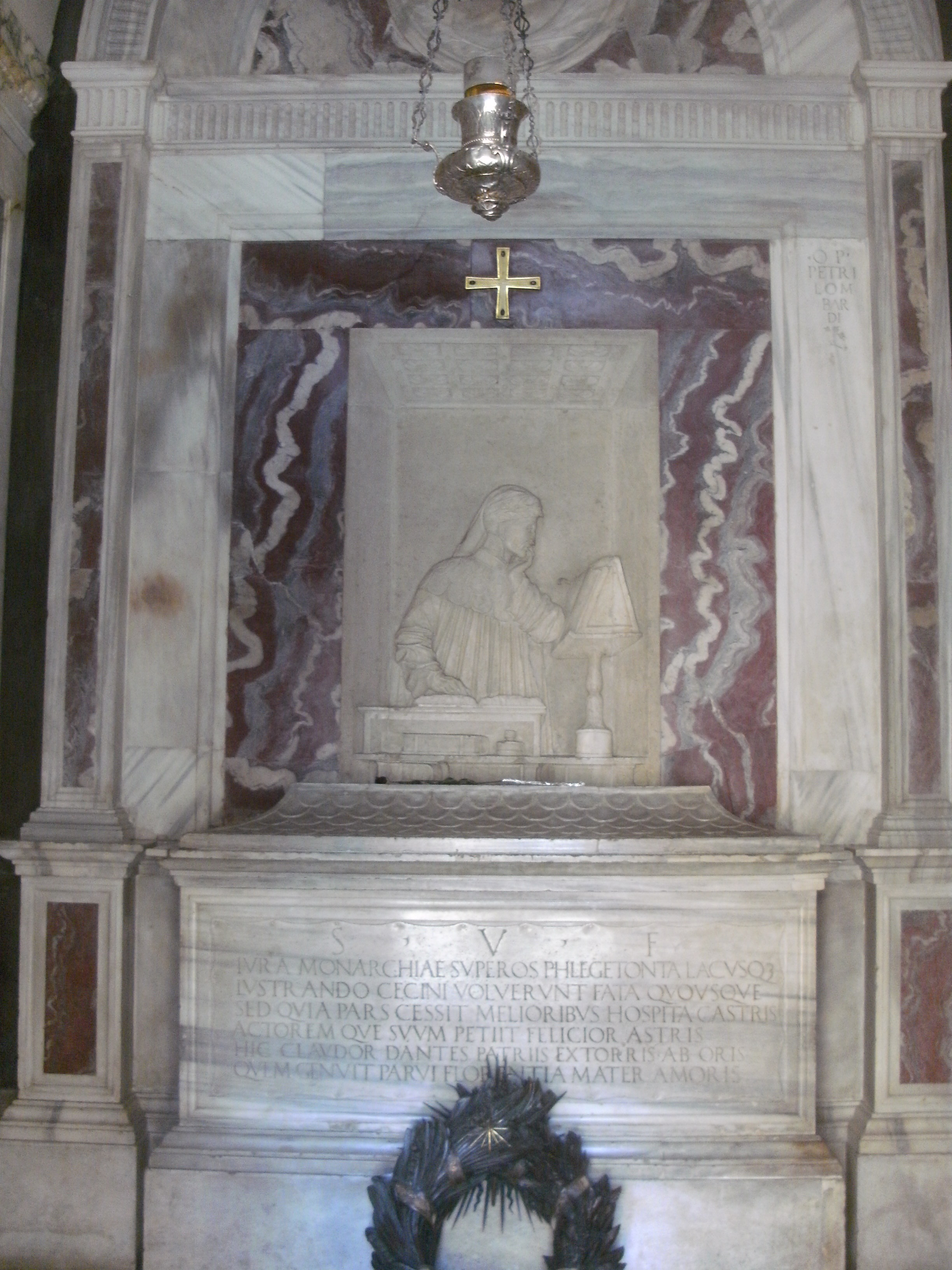
Sarkophag Dantes mit lateinischer Inschrift, darüber ein Marmorrelief mit dem Halbporträt Dantes.

Das Dante-Grabmal ist eine Gedenkstätte in der architektonischen Gestalt eines Tempelchens, das den Sarkophag mit den Überresten der mutmaßlichen Gebeine des Dichters Dante Alighieri enthält. Es steht an der Außenmauer des Kreuzgangs der ehemaligen Klosterkirche San Francesco in der Stadt Ravenna in Italien.
Wenige Jahre vor seinem Tod war Dante nach Ravenna geflohen, wo er von Guido Novello da Polenta aufgenommen worden war. In seinem ravennatischen Asyl vollendete der Dichter seine Göttliche Komödie (ital. Divina Commedia), bevor er dort am 13. September 1321 verstarb.
Das Grab erhielt eine Inschrift des Dichters Bernardo Canaccio (1298–ca. 1357) in lateinischen Hexametern:
Die Rechte der Monarchie, die Himmel und Wasser des Phlegoton, die ich besuchte, besang ich, bis sich mein irdisches Geschick dem Ende zuneigte. Aber während meine Seele entwich, um bessere Gefilde zu bewohnen, und selig ihren Schöpfer unter den Sternen erreichte, bin ich hier begraben, Dante, den Florenz, eine kärglich liebende Mutter, gebar.
Zwischen 1481 und 1483 ließ Bernardo Bembo das Grab restaurieren. Mit Genehmigung des Medici-Papstes Leo X. versuchten 1519 die Stadtväter von Florenz, die sterblichen Überreste Dantes in ihre Stadt umzubetten. Den Zugriff vereitelten die Franziskaner-Mönche, indem sie die sterblichen Überreste vorher heimlich dem Sarkophag entnahmen, um sie in ihrem Kreuzgang beizusetzen. Um die sterblichen Überreste möglichst schnell und unauffällig fortschaffen zu können, gruben die Mönche in einigen Metern Entfernung vom Sarkophag einen kleinen Tunnel unterhalb der Kreuzgangmauer. Die dem Sarkophag entnommenen sterblichen Überreste wurden anschließend innerhalb des Kreuzgangs versteckt.
1677 wurden die Gebeine von Pater Antonius Santi gesammelt und in einer Holzkiste geborgen. Die Holzkiste wurde im Kreuzgang in einem Schrein aufbewahrt. 1780 ließ der Kardinallegat Valenti Gonzaga das leere Grab und den Fries beseitigen und an der alten Stelle den noch heute stehenden Erinnerungstempel errichten. Als der Konvent 1810 aufgelöst wurde, vergruben die abziehenden Mönche die Holzkiste mit den Gebeinen Dantes in ihrem Kreuzgang. Dort wurden die Gebeine 1865 beim Geburtsjubiläum Dantes wieder aufgefunden. 1908 stiftete die italienische Dante-Gesellschaft für das Grabmal eine ewige Lampe.
2015 wurde das Grabmal unter Polizeischutz gestellt.